# Brithenig
Le brithenig est une langue construite. Elle a été créée en 1996, par loisir, par Andrew Smith de Nouvelle-Zélande, qui a ensuite créé l'uchronie d'Ill Bethisad (en) afin de l'expliquer.
Le brithenig n'a pas été inventé pour être utilisé dans le monde réel, comme l'espéranto, ni fournir de détails à un ouvrage fictif, comme les langues des Elfes de J. R. R. Tolkien ou klingon de Star Trek. Le brithenig était plutôt une expérience intellectuelle visant à créer une langue romane qui aurait évolué à partir du latin, si ce dernier avait pu remplacer l'ancien celtique en Angleterre.
Le résultat, bien qu'il s'agisse d'un bébé éprouvette, est une langue « sœur » du français, de l'espagnol et de l'italien, différente de ces dernières, puisque ses sons ont suivi des changements similaires à la langue galloise et aux mots celtiques et anglais durant son histoire fictive.
Le brithenig est très respecté parmi les conlanguistes, car cette langue imaginaire peut être considérée comme la plus satisfaisante du genre. Elle est la première langue construite résultant d'une manipulation de langues connues, pour laquelle a été conçue une évolution différente, et peut être vue comme un ancêtre de ce sous-genre.
D'autres efforts similaires pour interpréter une langue romane sont: breathanach (influencé d'une autre branche de celtique), judajca (influencé de l'hébreu) et le wenedyk (influencé du polonais). 
| Anglais          | Brithenig          | Latin              | Portugais | Galicien   | Espagnol     | Catalan | Français | Italien  | Romanche          | Frioulan | Roumain      | Wenedyk | Gallois      |
| ---------------- | ------------------ | ------------------ | --------- | ---------- | ------------ | ------- | -------- | -------- | ----------------- | -------- | ------------ | ------- | ------------ |
| arm              | breich             | brachium           | braço     | brazo      | brazo        | braç    | bras     | braccio  | bratsch           | braç     | braţ         | brocz   | braich       |
| black            | nîr                | nĭger, nĭgrum      | negro     | negro      | negro        | negre   | noir     | nero     | nair              | neri     | negru        | niegry  | (du)         |
| city, town       | ciwdad             | cīvĭtās, cīvĭtātem | cidade    | cidade     | ciudad       | ciutat  | cité     | città    | citad             | citât    | oraş, cetate | czytać  | (dinas)      |
| death            | morth              | mŏrs, mŏrtem       | morte     | morte      | muerte       | mort    | mort     | morte    | mort              | muart    | moarte       | mroć    | (marwolaeth) |
| dog              | can                | canis              | cão       | can        | perro, can   | gos, ca | chien    | cane     | chaun             | cjan     | câine        | kań     | (ci)         |
| ear              | origl              | auris, aurĭcŭla    | orelha    | orella     | oreja        | orella  | oreille  | orecchio | ureglia           | orele    | ureche       | urzykła | (clust)      |
| egg              | ew                 | ovum               | ovo       | ovo        | huevo        | ou      | œuf      | uovo     | ov                | ûf       | ou           | ów      | wy           |
| eye              | ogl                | ŏcŭlus             | olho      | ollo       | ojo          | ull     | œil      | occhio   | egl               | voli     | ochi         | okieł   | (llygad)     |
| father           | padr               | pater, patrem      | pai       | pai        | padre        | pare    | père     | padre    | bab               | pari     | tată         | poterz  | (tad)        |
| fire             | ffog               | ignis, fŏcus       | fogo      | lume, fogo | fuego        | foc     | feu      | fuoco    | fieu              | fûc      | foc          | fok     | (tân)        |
| fish             | pisc               | pĭscis             | peixe     | peixe      | pez, pescado | peix    | poisson  | pesce    | pesch             | pes      | peşte        | pieszcz | pysgodyn     |
| foot             | pedd               | pĕs, pĕdem         | pé        | pé         | pie          | peu     | pied     | piede    | pe                | pît      | picior       | piedź   | (troed)      |
| friend           | efig               | amīcus             | amigo     | amigo      | amigo        | amic    | ami      | amico    | ami               | amì      | amic         | omik    | (cyfaill)    |
| green            | gwirdd             | vĭrĭdis            | verde     | verde      | verde        | verd    | vert     | verde    | verd              | vert     | verde        | wierdzi | gwyrdd       |
| horse            | cafall             | ĕquus, cabăllus    | cavalo    | cabalo     | caballo      | cavall  | cheval   | cavallo  | chaval            | cjaval   | cal          | kawał   | ceffyl       |
| I                | eo                 | ĕgo                | eu        | eu         | yo           | jo      | je       | io       | jau               | jo       | eu           | jo      | (mi)         |
| island           | ysl                | īnsŭla             | ilha      | illa       | isla         | illa    | île      | isola    | insla             | isule    | insulă       | izła    | (ynys)       |
| language, tongue | llinghedig, llingw | lĭngua             | língua    | lingua     | lengua       | llengua | langue   | lingua   | linguatg, lieunga | lenghe   | limbă        | lęgwa   | (iaith)      |
| life             | gwid               | vīta               | vida      | vida       | vida         | vida    | vie      | vita     | vita              | vite     | viaţă        | wita    | (bywyd)      |
| milk             | llaeth             | lac, lactis        | leite     | leite      | leche        | llet    | lait     | latte    | latg              | lat      | lapte        | łoc     | llaeth       |
| name             | nôn                | nōmen              | nome      | nome       | nombre       | nom     | nom      | nome     | num               | non      | nume         | numię   | (enw)        |
| night            | noeth              | nŏx, nŏctem        | noite     | noite      | noche        | nit     | nuit     | notte    | notg              | gnot     | noapte       | noc     | (nos)        |
| old              | gwegl              | vĕtus, vĕtŭlus     | velho     | vello      | viejo        | vell    | vieux    | vecchio  | vegl              | vieli    | vechi        | wiekły  | (hen)        |
| school           | yscol              | schŏla             | escola    | escola     | escuela      | escola  | école    | scuola   | scola             | scuele   | şcoală       | szkoła  | ysgol        |
| sky              | cel                | caelum             | céu       | ceo        | cielo        | cel     | ciel     | cielo    | tschiel           | cîl      | cer          | czał    | (awyr)       |
| star             | ystuil             | stēlla             | estrela   | estrela    | estrella     | estel   | étoile   | stella   | staila            | stele    | stea         | ścioła  | (seren)      |
| tooth            | dent               | dēns, dĕntem       | dente     | dente      | diente       | dent    | dent     | dente    | dent              | dint     | dinte        | dzięć   | dant         |
| voice            | gwg                | vōx, vōcem         | voz       | voz        | voz          | veu     | voix     | voce     | vusch             | vôs      | voce         | wucz    | (llais)      |
| water            | ag                 | aqua               | água      | auga       | agua         | aigua   | eau      | acqua    | aua               | aghe     | apă          | jekwa   | (dŵr)        |
| wind             | gwent              | vĕntus             | vento     | vento      | viento       | vent    | vent     | vento    | vent              | vint     | vânt         | więt    | gwynt        |

## Exemple
Le Notre Père :
Nustr Padr, ke sia i llo gel:
sia senghid tew nôn:
gwein tew rheon:
sia ffaeth tew wolont,
syrs lla der sig i llo gel.
Dun nustr pan diwrnal a nu h-eidd;
e pharddun llo nustr phechad a nu,
si nu pharddunan llo nustr phechadur.
E ngheidd rhen di nu in ill temp di drial,
mai llifr nu di'll mal.
Per ill rheon, ill cofaeth e lla leir es ill tew,
per segl e segl. Amen.